# Molí de vinya de Vallbona
El Molí de vinya de Vallbona és una obra de Vallbona de les Monges (Urgell) inclosa a l'Inventari del Patrimoni Arquitectònic de Catalunya.

## Descripció
D'aquest molí se'n conserva l'estructura de suport de pedra del que seria la premsa de la vinya. És una estructura de tres pedres monolítiques organitzades arquitravadament entre les quals s'hi insereix una fusta massissa on encara s'hi pot mal veure una data del segle xviii que no acaba de definir-se correctament.

## Història
Aquest molí inicialment pertanyia a les dependències internes del monestir de Vallbona però a partir de la reforma portada a terme a mitjans del segle xvi pel Concili de Trento, aquesta estructura va quedar inclosa a l'interior de la trama urbanística del poble.